# Tereza Marinova
Tereza Montjeva Marinova (bulgariska: Тереза Мончева Маринова), född den 5 september 1977, Pleven, Bulgarien, är en bulgarisk friidrottare som tävlar i längdhopp och tresteg.
Marinova tillhörde den första generationen kvinnliga trestegshoppare och vann junior-VM 1996 med ett hopp på 14,62. Vid VM 1997 i Aten slutade hon på sjätte plats. Hennes främsta merit är från Olympiska sommarspelen 2000 i Sydney där hon vann guld med ett hopp på 15,20, en längd som är hennes personliga rekord och ett av de längsta hoppen någon har presterat. 
Året efter vid VM 2001 i Edmonton slutade hon på tredje plats. Hennes senaste större mästerskap var EM 2006 i Göteborg där hon slutade på sjätte plats.